# Partido Laprida
Laprida ist ein Partido im Süden der Provinz Buenos Aires in Argentinien. Laut einer Schätzung von 2019 hat der Partido 10.847 Einwohner auf 3.440 km². Der Verwaltungssitz ist die Ortschaft Laprida. Der Partido wurde 1889 von der Provinzregierung geschaffen.

## Orte
Laprida ist in 3 Ortschaften und Städte, sogenannte Localidades, unterteilt.
- Laprida (Verwaltungssitz)
- Pueblo San Jorge
- Pueblo Nuevo